# اوا گونزالس (بازیکن فوتبال)
اوا گونزالس (انگلیسی: Eva González؛ زادهٔ ۲ سپتامبر ۱۹۸۷) بازیکن فوتبال اهل آرژانتین است.

وی همچنین در تیم ملی فوتبال زنان آرژانتین بازی کرده‌است.